# إستوديانتيل بورتينيو
إستوديانتيل بورتينيو نادي كرة قدم أرجنتيني يقع في العاصمة بوينس آيرس. تأسس النادي في 6 سبتمبر 1902.